# Luis Castañer Muñoz
Luis Maria Castañer Muñoz (Saragossa, 25 d'agost de 1948 - Barcelona, 2 de maig de 2021) fou un enginyer en telecomunicacions aragonès, director de departament universitari de la Universitat Politècnica de Catalunya i acadèmic de número de la Reial Acadèmia d'Enginyeria d'Espanya.

## Biografia
Llicenciat en enginyeria de telecomunicacions a la Universitat de Madrid el 1971, el 1972 va obtenir un diploma en física espacial a la Universitat Paul Sabatier de Tolosa de Llenguadoc i el 1975 es va doctorar en enginyeria de telecomunicació per la Universitat Politècnica de Catalunya amb una tesi sobre cèl·lules solars. Ha contribuït a la investigació sobre semiconductors, i va estudiar les tecnologies del selenur d'indi, la degradació de les cèl·lules solars de silici a l'espai i els emissors de polisilici aplicats als contactes de cèl·lules solars de silici. El 1980 va transferir a l'empresa PIHER Semiconductores el seu procés industrial de fabricació de cèl·lules solars. També ha participat en el desenvolupament de procediments de simulació de sistemes fotovoltaics, ha estudiat la teoria i la tecnologia de transistors bipolars amb emissor de polisilici i un dels responsables del disseny d'una de les peces clau del rover Curiosity de la NASA, que des d'agost de 2012 recorre el sòl del planeta Mart. Actualment forma part del personal docent i investigador de la UPC.
De 1992 a 1994 va representar Espanya en el Comitè de Gestió i Coordinació d'Energies No Nuclears de la DGXII de la Comissió de la Comunitat Econòmica Europea i fou gestor del Programa Nacional de Tecnologies de la Informació i Comunicacions de la CICYT (1992-94). També fou coordinador de l'Àrea de Prospectiva tecnològica de l'Agència Nacional d'Avaluació i Prospectiva (ANEP). També ha col·laborat amb el comitè d'Enginyeria i Arquitectura de la Comissió Nacional d'Avaluació de la Investigació(CNAI) i amb l'Agència de la Qualitat del sistema Universitari de Catalunya (AQU). En 1994 també ingressà com a acadèmic a la Reial Acadèmia d'Enginyeria d'Espanya.

## Obres
- Fundamentos de diseño microelectrónico, amb Daniel Bardés Llorensí i Vicente Jiménez Serres. Edicions de la UPC, S.L.. ISBN 84-8301-846-2
- Fundamentos de diseño microelectrónico, amb Daniel Bardés Llorensí i Vicente Jiménez Serres. Edicions UPC, 2002. ISBN 84-8301-613-3
- Energía solar fotovoltaica, Universitat Politècnica de Catalunya, 1994. ISBN 84-7653-375-6
- Curso de circuitos electrónicos Barcelona : Ediser, D.L.1985. ISBN 84-7501-045-8